# Sakae Tsuruga
Sakae Tsuruga (jap. 敦賀 栄, Tsuruga Sakae) ist ein ehemaliger japanischer Skispringer.

## Werdegang
Tsuruga sprang ab 1977/78 bei der Vierschanzentournee. Bereits in seinem ersten Springen am 30. Dezember 1977 in Oberstdorf erreichte er dabei mit dem 9. Platz einen Platz unter den besten Zehn. Bei der Nordischen Skiweltmeisterschaft 1978 in Lahti erreicht Tsuruga auf der Normalschanze den 19. und auf der Großschanze den 45. Platz. 1979 gehörte Tsuruga zum Kader für den neu geschaffenen Skisprung-Weltcup. In seinem ersten Weltcup am 30. Dezember 1979 erreichte er in Oberstdorf den 63. Platz. Auch die übrigen drei Springen der Vierschanzentournee 1979/80 blieb Tsuruga erfolglos. In seinem ersten Springen nach der Tournee in seiner Heimat Sapporo erreichte er im ersten Springen den 6. Platz und im zweiten Springen mit Platz 4 die höchste Einzelplatzierung in einem Weltcup-Springen. In der darauf folgenden Saison trat er noch einmal erfolglos bei der Vierschanzentournee an. Da er bei der Tournee keine Erfolge mehr erzielen konnte und nur auf den hintersten Plätzen landete, beendete er im Anschluss daran seine aktive Skisprungkarriere.

## Erfolge

### Weltcup-Platzierungen
| Saison  | Platz | Punkte |
| ------- | ----- | ------ |
| 1979/80 | 42.   | 22     |